# Điền Phong
Điền Phong (chữ Hán: 田豐; ?-200) tự là Nguyên Hạo là mưu sĩ của quân phiệt Viên Thiệu thời Tam Quốc trong lịch sử Trung Quốc.

## Kế không được dùng
Điền Phong vốn là thủ hạ dưới quyền Hàn Phức – Châu mục Ký châu do Đổng Trác bổ nhiệm. Năm 191, Viên Thiệu đoạt Ký châu của Hàn Phức, Điền Phong đi theo Viên Thiệu.
Năm 192, Điền Phong theo Viên Thiệu đi đánh quân phiệt Công Tôn Toản do 2 bên có hiềm khích vì việc tranh giành Ký châu. Viên Thiệu đánh lui được Công Tôn Toản.
Năm 195, Viên Thiệu không nghe lời Thư Thụ, bỏ lỡ cơ hội đón vua Hán Hiến Đế (chạy loạn Lý Thôi, Quách Dĩ từ Trường An) về Ký châu, nên cuối cùng Tào Tháo đón Hiến Đế về Hứa Xương. Viên Thiệu sau đó cảm nhận thấy để Tào Tháo nắm vua Hiến Đế là bất lợi, nên phái sứ giả đến Hứa Xương, lấy lý do nơi này ẩm ướt, đề nghị Tào Tháo chuyển vua đến Chân Thành gần Nghiệp Thành của mình hơn. Tào Tháo kiên quyết từ chối. Lúc đó Điền Phong bèn khuyên Viên Thiệu nhân đang có thế mạnh, đưa quân tấn công Hứa Xương. Nhưng Viên Thiệu lại chần chừ, cuối cùng để lỡ cơ hội.
Đầu năm 200, Viên Thiệu muốn đánh Tào Tháo, bèn hạ lệnh huy động 10 vạn quân và 4 vạn chiến mã đi tấn công Hứa Xương. Điền Phong cùng Tuân Thầm, Hứa Du được cử làm mưu sĩ.
Trong khi Viên Thiệu đang chuẩn bị ra quân thì Tào Tháo đã nhanh chóng xuất kích đánh Lưu Bị ở Từ châu. Điền Phong nghe tin Tào Tháo đích thân cầm quân sang Từ châu, khuyên Viên Thiệu gấp rút đánh Hứa Xương đang bỏ trống. Nhưng lúc đó đứa con trai nhỏ mà Viên Thiệu yêu quý đang có bệnh nên Thiệu nấn ná không hạ lệnh xuất binh. Điền Phong thấy Viên Thiệu vì con nhỏ ốm mà hoãn ra quân, tỏ ra rất tức giận. Từ đó Viên Thiệu căm ghét ông.
Khi Viên Thiệu vẫn hoãn binh thì Tào Tháo đã đánh bại được Lưu Bị, bức hàng Quan Vũ. Lưu Bị chạy sang Hà Bắc nương nhờ Viên Thiệu. Viên Thiệu lúc đó mới chính thức ra quân. Điền Phong thấy Tào Tháo đã rút đại quân về Hứa Xương, thời cơ tốt không còn nên can ngăn không nên đi, nhưng Viên Thiệu không nghe. Vì Điền Phong can mãi, Viên Thiệu nổi giận giam ông vào ngục.

## Qua đời
Cuối năm đó, Viên Thiệu bị Tào Tháo đánh cho đại bại ở Quan Độ. Tin thất bại ở Quan Độ truyền về Ký châu. Viên ngục lại chúc mừng Điền Phong, cho rằng từ nay ông sẽ được trọng dụng, nhưng Điền Phong hiểu con người Viên Thiệu hẹp hòi và đố kỵ, ông cho rằng:
Viên công ngoài mặt khoan dung nhưng trong lòng đố kỵ, không hiểu được lòng trung của ta, còn nhiều lần làm trái ý ta. Lần này nếu ông ta chiến thắng trở về, trong lòng vui vẻ tất sẽ thả ta, nay chiến bại trở về, trong lòng oán hận, ta không còn sống được nữa.
Trong hàng ngũ tướng sĩ của Viên Thiệu thua trận trở về, nhiều người khóc lóc cho rằng nếu có Điền Phong thì đã không thua như vậy. Viên Thiệu hối hận không nghe lời Điền Phong can trước khi ra quân. Nhưng Phùng Kỷ lại gièm pha Điền Phong, nói rằng ông ở trong ngục cười nhạo Viên Thiệu thua trận. Viên Thiệu tức giận, bèn sai sứ giả về Ký châu trước, mang theo lệnh chém Điền Phong.
Điền Phong chết trong ngục, không rõ năm đó ông bao nhiêu tuổi.

## Nhận xét
Điền Phong là người mưu trí, trong Tam quốc chí có ghi lời Tuân Úc – mưu sĩ của Tào Tháo nói về ông: "Điền Phong thẳng nhưng hay phạm thượng".

## Trong Tam Quốc diễn nghĩa
Điền Phong trong tiểu thuyết Tam Quốc diễn nghĩa của La Quán Trung được mô tả gần với sử sách. Ông có nhiều mưu kế xác đáng đưa lên Viên Thiệu nhưng không được dùng. Cuối cùng Điền Phong tự vẫn trong ngục vì sự đố kỵ của Viên Thiệu.
La Quán Trung làm thơ trách Viên Thiệu về việc giết hại Điền Phong ở hồi 31:
Hôm qua thua quân mất Thư Thụ
Hôm nay trong ngục giết Điền Phong
Cột rường Hà Bắc đều long gãy
Viên Thiệu hòng sao chẳng bại vong